# Kampagne in Frankreich

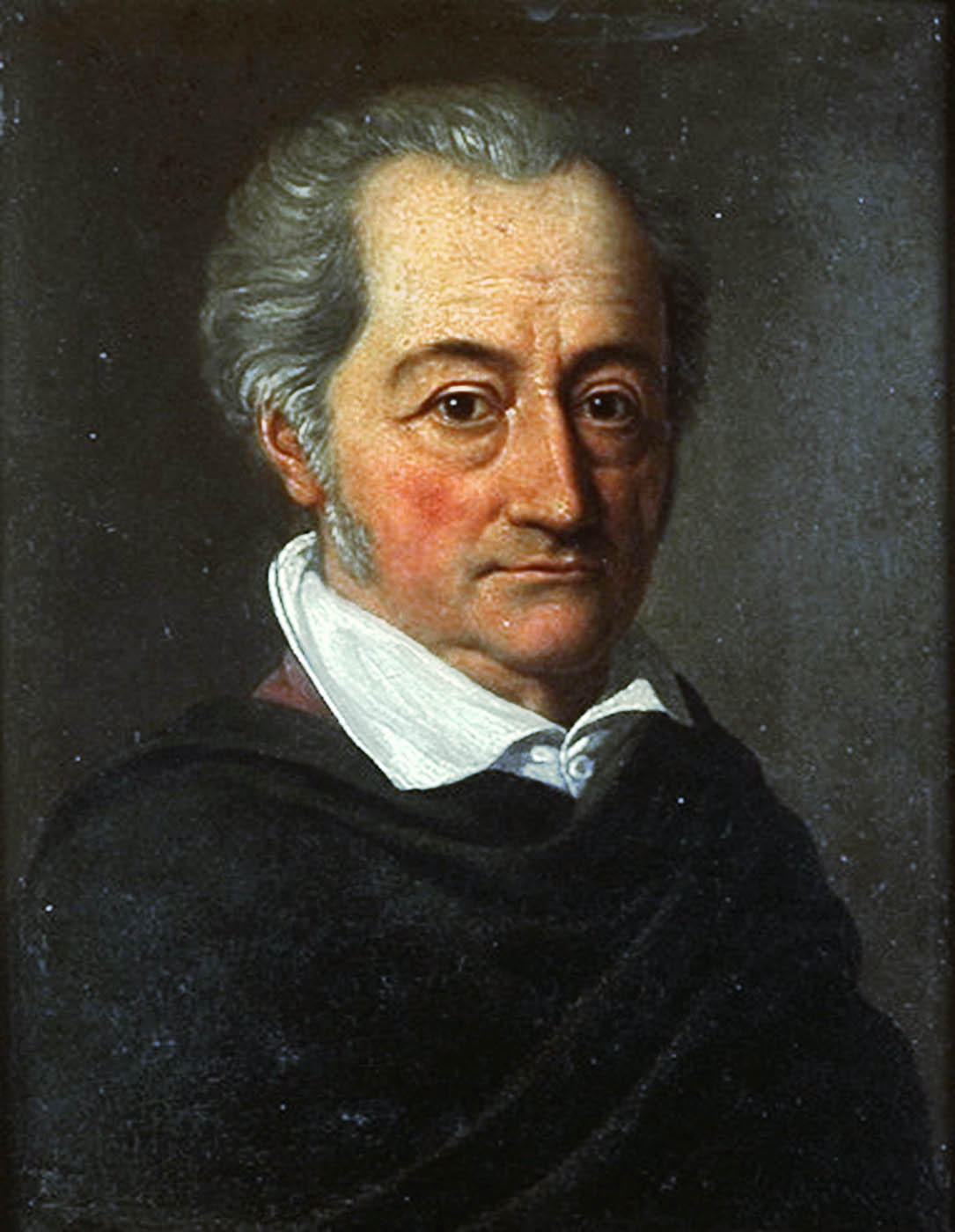
Goethe (1814)

Kampagne in Frankreich 1792 ist eine autobiographische Prosaschrift von Johann Wolfgang von Goethe. 1819 bis 1822 geschrieben, liegen die Kriegserinnerungen 1822 im Erstdruck vor. Goethe schildert darin seine Teilnahme am Feldzug deutscher und österreichischer Monarchen gegen das jakobinische Frankreich, die sein Landesvater, der Herzog von Weimar, der bereits als preußischer Regimentskommandeur im Felde stand, von seinem Jugendfreund Goethe erbeten hatte. Nach der Kanonade von Valmy erzwingt die französische Revolutionsarmee unter Dumouriez und Kellermann den verlustreichen Rückzug der preußisch-österreichischen Allianz unter dem Herzog von Braunschweig und dem preußischen König Friedrich Wilhelm II.
Der Erstdruck erschien unter dem Titel „Aus meinem Leben. Zweiter Abteilung Fünfter Band. Auch ich in der Champagne!“

## Anmarsch
23. August 1792

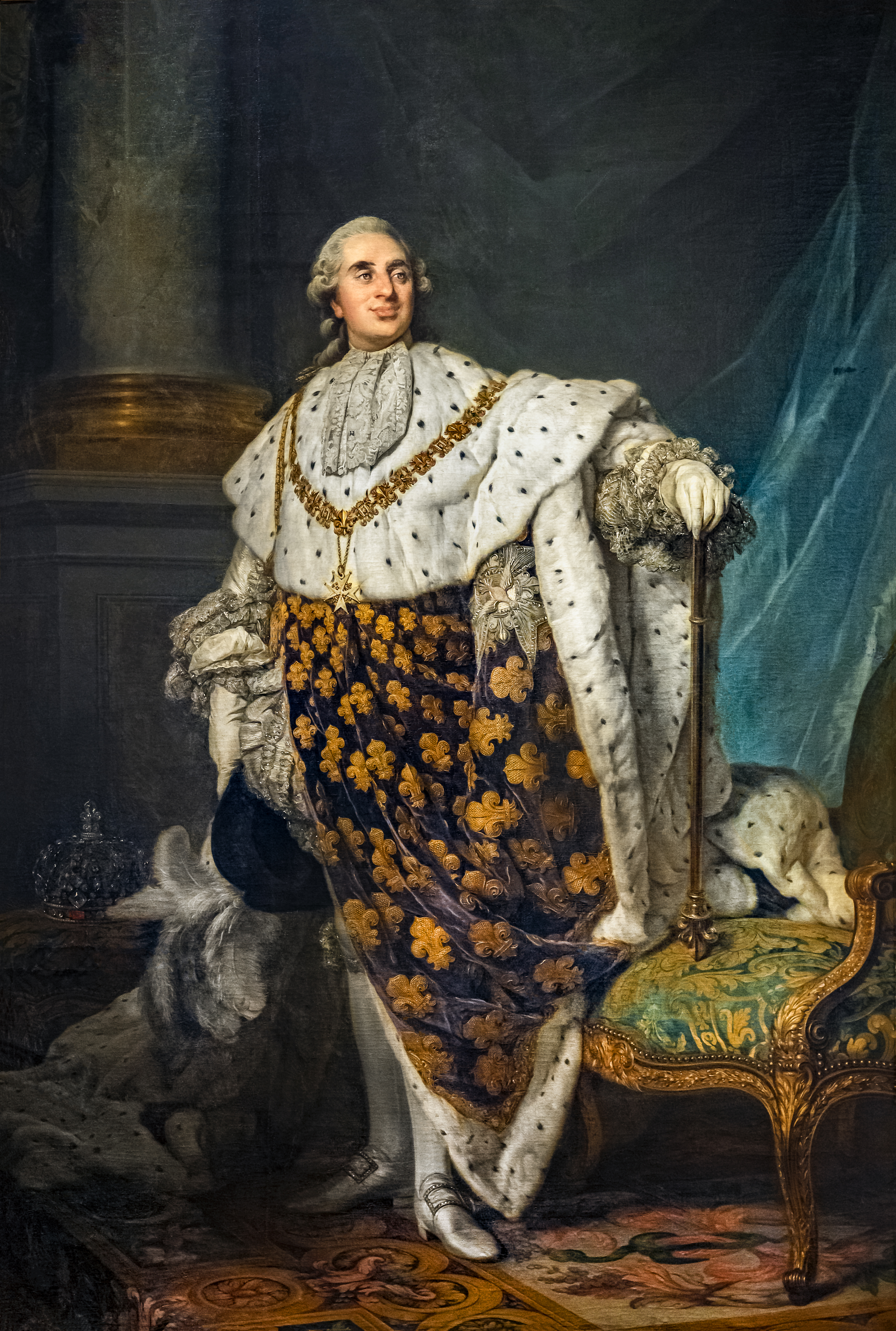
Ludwig XVI., König von Frankreich

Goethe, seinem Herzog, dem fürstlichen General, verpflichtet, reist von Weimar aus mit Kutsche und Diener Paul Goetze über Mainz nach Trier. Auf dem Wege nach Luxemburg bestaunt er das Monument in der Nähe von Igel. Bei Grevenmacher wird Goethe mit den Auswirkungen der Revolution direkt konfrontiert. Er sieht einen Korps Emigrierte, das aus lauter Edelleuten, meist Ludwigsrittern, besteht. Sie hatten weder Diener noch Reitknechte, sondern besorgten sich selbst und ihr Pferd. Am 27. August trifft Goethe bei Praucourt in der Nähe von Longwy auf das Herzogl. Weimarische Regiment.
28. August
Auf einer lieblichen Waldwiese bei Pillon hört Goethe zu seinem 43. Geburtsfest die Kanonade bei Thionville und wünscht jener Seite guten Erfolg. Die Preußen und Österreicher haben auf den Namen Ludwigs XVI. Bons drucken lassen und borgen gewaltsam: Französische Schäfer müssen mitansehen, wie ihre wolligen Zöglinge von den ungeduldigen fleischlustigen Soldaten vor ihren Füßen ermordet werden.

## Vormarsch
30. August

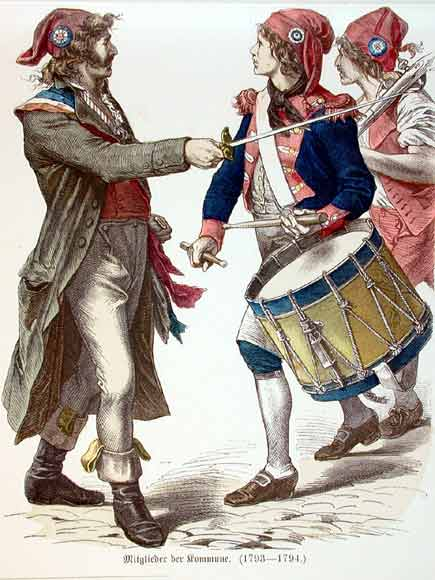
Männer mit Jakobinermützen

Über Mangiennes, Damvillers, Wawrille und Ormont zieht das Regiment gegen Verdun. Man schickt einen Unterhändler zusammen mit einem Stabstrompeter gegen die Festung. Goethe erzählt, wie die Verduner aber als Sansculotten, das Völkerrecht nicht kennend oder verachtend, auf ihn [den Unterhändler] kanoniert, wie er ein weißes Schnupftuch an die Trompete befestigt und immer heftiger zu blasen befohlen. Das anschließende Bombardement lässt bald ein Verduner Stadtquartier in Flammen stehen. Das ist nichts für Goethe: Ich war in eine Batterie getreten, die eben gewaltsam arbeitete, allein der fürchterlich dröhnende Klang abgefeuerter Haubitzen fiel meinem friedlichen Ohr unerträglich, ich mußte mich bald entfernen. Im Fürsten Reuß den XI. findet er einen routinierten Zuhörer. Der Fürst ist ein wenig verwundert, denn Goethe hat nichts von Tragödien und Romanen zu vermelden, sondern spricht mit großer Lebhaftigkeit von der Refraktionserscheinung, also von der Farbenlehre. Egal, ob sich Goethe im Studierzimmer oder aber im Felde aufhält – das einmal erregte Interesse behauptete sein Recht, die Produktion ging ihren Gang, ohne sich durch Kanonenkugeln und Feuerballen im mindesten stören zu lassen. Er gesteht dem Fürsten, es gehe ihm mit der Farbenlehre wie mit Gedichten, er mache sie nicht, sondern sie machten ihn.

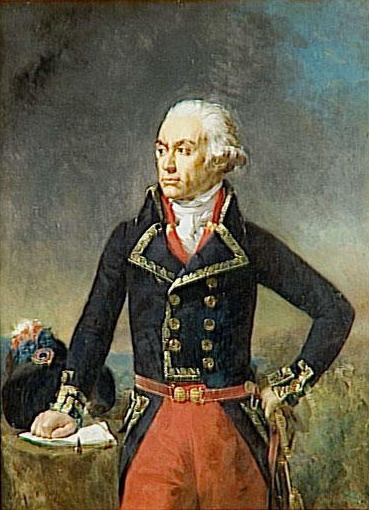
Charles-François Dumouriez

Die Verduner Bürgerschaft drängt den republikanischen Kommandanten zur Übergabe der Stadt. Der stimmt zu, zog er ein Pistol hervor und erschoß sich. Nach der Besitznehmung von Verdun wird Goethe mittags am Wirtstische mit guten Schöpsenkeulen und Wein traktiert. Ein junger französischer Grenadier gibt einen Flintenschuß ab, der niemand verletzte. Zwar wird der Franzose nach der Tat bewacht, stürzt sich aber von der Brücke in die Maas: dann überschlug er sich rückwärts in die Tiefe und ward nur tot aus dem Wasser herausgebracht.
4. September

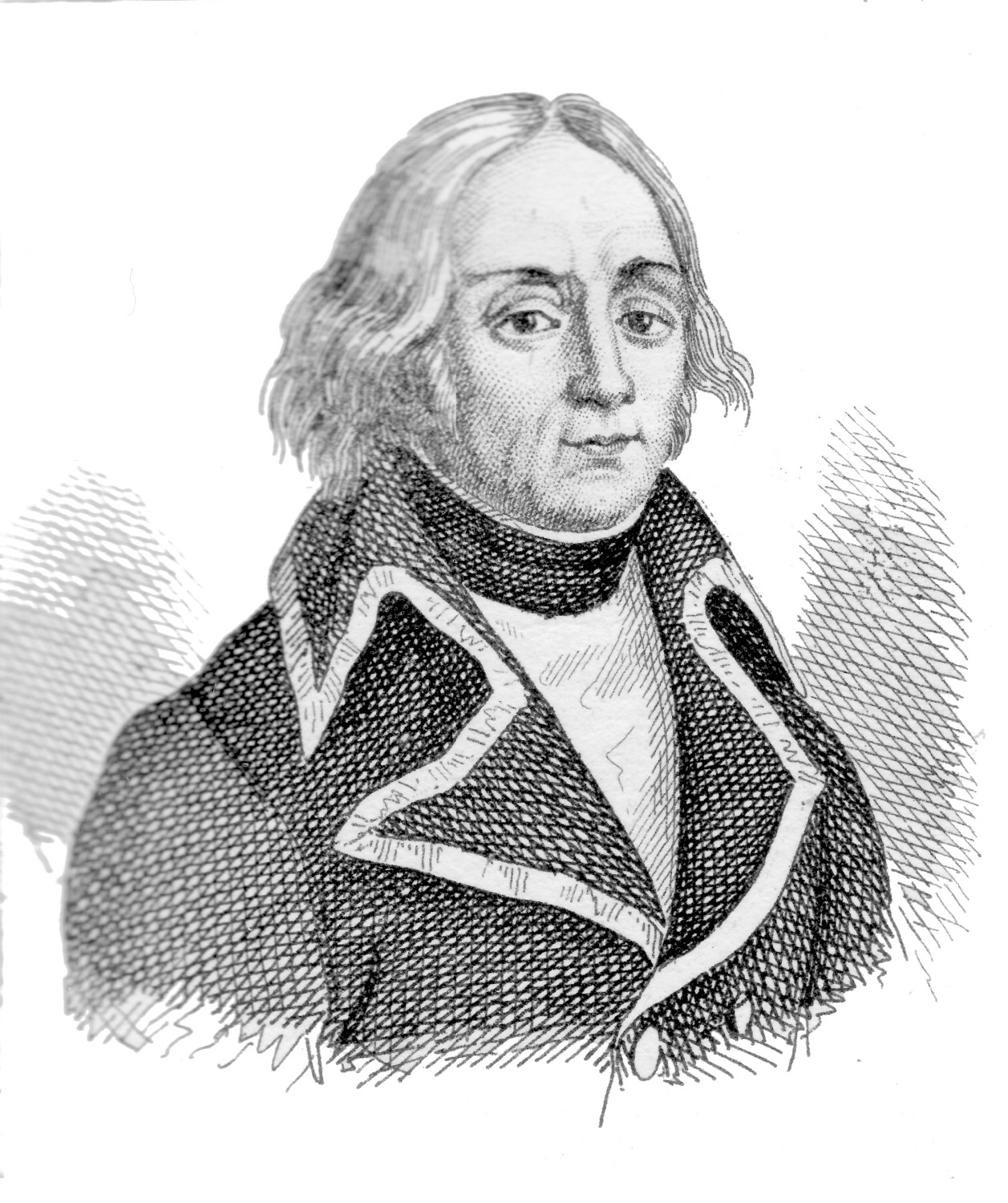
François-Christophe Kellermann

Die Invasionstruppen lassen die Festung Sedan unerobert liegen und stoßen im Vormarsch auf Paris gegen den Gebirgsriegel Forêt d’Argonne. Die französische Revolutionsarmee unter Dumouriez tritt den Invasoren entgegen. Kellermann eilt herzu und besetzt schwer einnehmbare Höhen.
11. September
Auch schon das schrecklichste Wetter sowie leere Keller und Küchen wirtlos zeigen ganz ohne Kampfhandlungen, daß der Krieg, als ein Vortod, alle Menschen gleich macht, allen Besitz aufhebt und selbst die höchste Persönlichkeit mit Pein und Gefahr bedroht.
12. September
Goethe steigt von seiner Kutsche aufs Pferd um.

## Valmy
19. September nachts
Auf dem Marsch nach Valmy findet Goethe einen schönen wohlbestellten Weinkeller. Er nimmt zwischen die ausgespreizten Finger jeder Hand zwei Flaschen, und zieht sie unter den Mantel. Die deutschen Husaren haben den Franzosen Brotkarren abgenommen und Goethe erhält gegen ein Trinkgeld Weißbrot. Der Franzos erschrickt vor jeder schwarzen Krume. Der Kanonendonner hält an. Von jeder Seite wurden an diesem Tage zehntausend Schüsse verschwendet, wobei auf unserer Seite nur zweihundert Mann und auch diese ganz unnütz fielen. Goethe hält manch wilden Anblick fest – die herumgestreuten Weizenbündel, die darauf hie und da ausgestreckten tödlich Verwundeten und dazwischen noch manchmal eine Kanonenkugel. Der Ton der Kugeln ist wundersam genug, als wär' er zusammengesetzt aus dem Brummen des Kreisels, dem Butteln des Wassers und dem Pfeifen eines Vogels. Bemerkenswert bleibt es indessen, daß jenes gräßlich Bängliche nur durch die Ohren zu uns gebracht wird; denn der Kanonendonner, das Heulen, Pfeifen, Schmettern der Kugeln durch die Luft ist doch eigentlich Ursache an diesen Empfindungen. Eigensinnig, wie Goethe nun mal ist, reitet er allein nach vorn und überschaut die glückliche Stellung der Franzosen: sie standen amphitheatralisch in größter Ruh und Sicherheit. Einige von Goethes Bekannten – Generalstabsoffiziere kommen vorbei, verwundern sich und wollen Goethe mit nach hinten nehmen. Der todesmutige Dichter lässt sich nicht bereden. Später dann, zurückgekehrt, bevor er sich im Felde eingräbt, sagt Goethe noch seinen berühmten Satz: Von hier und heute geht eine neue Epoche der Weltgeschichte aus, und ihr könnt sagen, ihr seid dabei gewesen.  Angesichts der Kanonade buddelt sich der Herzog von Weimar ebenfalls an jenem windstillen Plätzchen ein. Ein Oberst weist die Weimarischen darauf hin, dass ihre Stellung für die französischen Kanonen erreichbar ist. Aber man hat sich eingerichtet und bleibt.
21. September
Man hält die Stellung. Das Waldgebirg Argonne ist von Franzosen besetzt. Sogar Trinkwasser fehlt. Diener Paul Goetze schöpft emsig das zusammengeflossene Regenwasser von dem Leder des Reisewagens.
22. September
Menschen, durch die Kanonade getötet, liegen unbegraben. Schwer verwundete Pferde können nicht ersterben.
27. September
Das Weimarische Regiment löst das Versorgungsproblem in Eigenregie. Zwei Wagen der österreichischen Armee sind festgefahren. Man kauft Butter in Fäßchen und Schinken. Goethe macht sich bei der Truppe beliebt, indem er Tabak für die Weimarischen kauft.

## Rückzug
1. Oktober
Der Rückzug erfolgt in Ordnung und Stille. Goethe, inmitten des Elends, gelobt, wenn er erlöst und sich wieder zu Hause sähe, solle von ihm niemand wieder einen Klagelaut vernehmen über den seine freiere Zimmeraussicht beschränkenden Nachbargiebel, den, er jetzt recht sehnlich zu erblicken wünsche; ferner wollt'  er sich über Mißbehagen und Langeweile im deutschen Theater nie wieder beklagen. Trotz Widrigkeiten geht es immer irgendwie weiter. Goethe bekommt ein tüchtiges Stück Wurst gereicht und steckt es in sein Pistolenhalfter. Darin ist Platz. Goethe gibt während der Kampagne keinen einzigen Schuss ab.
3. Oktober
Schloss Grandpré ist zum Krankenhause umgebildet und schon mit mehrern hundert Unglücklichen belegt, denen man nicht helfen, sie nicht erquicken kann. Man zieht mit Scheu so vorüber und muss sie der Menschlichkeit des Feindes überlassen. Grimmiger Regen überfällt die Allianz und lähmt jede Bewegung. Goethe, der Überlebenskünstler, reist mit Nachschlagewerk – lenkt sich mit Fischers physikalischem Lexikon ab. Es gewährt ihm die beste Zerstreuung, indem es ihn von einem zu andern führt.
4. Oktober
Goethe erbeutet Kohl, Zwiebeln, Wurzeln und gute Vegetabilien die Fülle. Er nimmt mit Bescheidenheit und Schonung.
7. Oktober

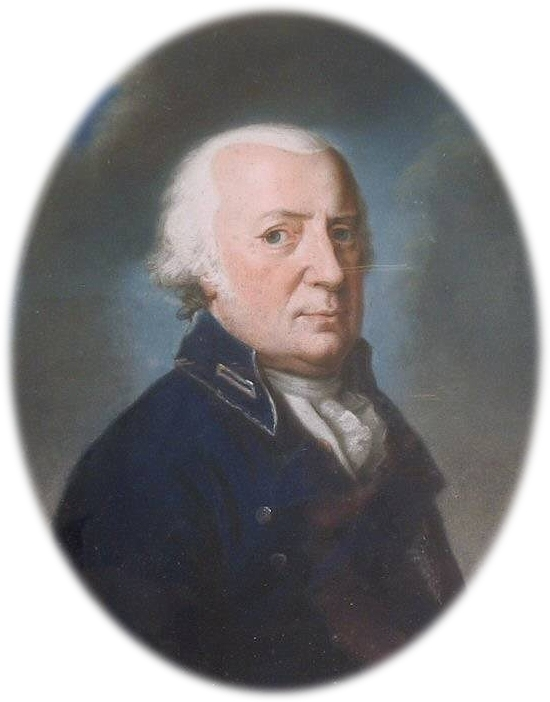
Herzog Karl Wilhelm Ferdinand von Braunschweig

Goethe begegnet dem Herzog von Braunschweig und wird von dem Feldherrn als desiderater Kriegsberichterstatter begrüßt. Goethe soll der Nachwelt mitteilen, dass die Allianz nicht vom Feinde, sondern von den Elementen überwunden worden. Auf dem Wege nach Verdun hat die Truppe weder Quartier noch Zelt. Goethe berichtet: Ich stand nämlich so lange auf den Füßen, bis die Kniee zusammenbrachen, dann setzt ich mich auf einen Feldstuhl, wo ich hartnäckig verweilte, bis ich niederzusinken glaubte, da denn jede Stelle, wo man sich horizontal ausstrecken konnte, höchst willkommen war.
25. Oktober
Endlich erreicht Goethe Trier. Er findet einen Brief seiner Mutter vor. Man will ihn zum Frankfurter Ratsherrn wählen. Goethe lehnt ab. Er möchte lieber in Weimar bei Christiane und Söhnchen August bleiben. In einem Wirtshaus meint ein Zivilist, die Welt könne von Goethes geschickter Feder Aufklärung über den Feldzug erwarten. Ein alter Husarenoffizier ist anderer Ansicht: Glaubt es nicht, er ist viel zu klug! was er schreiben dürfte, mag er nicht schreiben, und was er schreiben möchte, wird er nicht schreiben.
30. Oktober
Zwar lässt der Herzog von Weimar für seine kranken Soldaten ein Schiff nach Koblenz mieten, doch die gesunden müssen moselabwärts wandern. Die übrig gebliebenen Pferde werden zum Heimtransport der Kanonen gebraucht. Das Geschütz heimbringen – eine Ehrensache unter Kriegern. Goethe nimmt Urlaub und reist auf eigene Faust heim. Auf der Wasserfahrt nach Koblenz macht er chromatische Studien.
ab November
Goethe mietet einen Kahn mit Leck, fährt den Rhein hinab bis Düsseldorf und bleibt bei Jacobi in Pempelfort. In der Gemäldegalerie Düsseldorf trifft er den „Pempelforter Zirkel“, über dessen Freiheitssinn und Streben nach Demokratie er sich wundert, ferner sieht er dort die Brüder des französischen Königs, Louis Stanislas Xavier und Charles Philippe, als Exilanten der Französischen Revolution. In Duisburg sucht er Professor Plessing auf und in Münster die Fürstin von Gallitzin. Goethe kommt nachts in Münster an. Der Gasthof ist, wie bereits im Rheinland, mit französischen Emigranten überbelegt. Goethe weiß, was sich geziemt. Auf einem Stuhle in der Wirtsstube stundenlang sitzend, harrt er aus, bis eine akzeptable Besuchszeit bei der Fürstin gekommen ist. Goethe hat es überhaupt nicht eilig, den deutschen Gastgebern Lebewohl zu sagen. Als erklärter Protestant hört er sich die Katholiken in Münster geduldig an. Daheim dann in Weimar wird Goethe von den Seinigen freudig begrüßt. Heinrich Meyer hatte in Goethes Abwesenheit den Ausbau des neuen Hauses vorangetrieben.

## Rezeption
- Friedenthal sagt, Goethe beschreibe lakonisch und überschaubar die Kriegswirren im Rahmen der großen europäischen Politik.
- Nach Wilpert ist Goethe nicht sonderlich am Kriegsspiel interessiert. Vielmehr möchte der Autor seine Autobiographie bieten.
- Conrady schätzt Goethes Erinnerungen als parteiliches Dokument kritisch ein. Goethe, beamtet am Weimarer Hofe, lässt Meinungen deutscher Demokraten zu den Jakobinern, die er doch im Rheinland zu hören bekam, in seinem Text einfach unerwähnt.

## Briefe
„Als man den Feind zu Gesicht bekam ging eine gewaltige Canonade los, es war am 20ten, und da man endlich genug hatte war alles still und ist nun schon 7 Tage still.“

„Wer sollte gedacht haben daß mir die Franzosen den Rückzug versperren würden. Sie haben Maynz und Franckfurt wie Sie schon wissen werden. Coblenz nicht, das ist gerettet. Ich dachte zu Ende des Monats in Franckfurt zu seyn und muß nun hier abwarten wo es mit den Sachen hinaus will und wie ich meinen Rückweg anstellen kann.“

„Mein schöner Plan dich bald wieder zu sehen ißt auf einige Zeit verrückt. Ich bin glücklich in Coblenz angelangt, es ist eine prächtige Gegend und wir haben das schönste Wetter.“

## Hörbuch
- Auch ich in der Champagne! 2 CDs. Sprecher Jürgen Hentsch. Der Audio Verlag DAV, München 2007, ISBN 978-3-89813-635-8,[2] 143 Minuten.